# George Wildman Ball

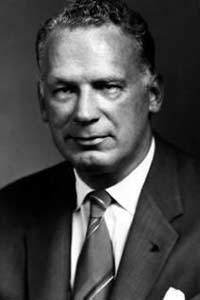
George W. Ball

George Wildman Ball, född 21 december 1909 i Des Moines, Iowa, död 26 maj 1994 i New York, var en amerikansk diplomat. Han var USA:s FN-ambassadör från 26 juni till 25 september 1968.
Ball studerade vid Northwestern University. Han var USA:s biträdande utrikesminister 1961-1966. Han var emot eskaleringen av Vietnamkriget.
Ball efterträdde 1968 Arthur Goldberg som FN-ambassadör. Han efterträddes senare samma år av James Russell Wiggins.
Balls grav finns på Princeton Cemetery i Princeton, New Jersey.